# Classica di Amburgo 2000
La Classica di Amburgo 2000 (ufficialmente HEW Cyclassics per motivi di sponsorizzazione), quinta edizione della corsa, si svolse il 5 agosto 2000 su un percorso di 251 km. Fu vinta dall'italiano Gabriele Missaglia, che terminò la gara in 6h 17' 22" al photofinish sul connazionale Francesco Casagrande. Si piazzò terzo l'altro italiano Fabio Baldato, che vinse la volata del gruppo distaccato di due secondi dal vincitore.

## Percorso
La HEW Cyclassics si corse su un circuito di 251 km attraverso la città di Amburgo e la campagna circostante. Il percorso era prevalentemente pianeggiante e adatto ai velocisti.

## Squadre e corridori partecipanti
Al via si presentarono ventitré squadre del circuito professionistico. Ogni squadra poteva schierare otto corridori.
| N.      | Cod. | Squadra                  |
| ------- | ---- | ------------------------ |
| 1-8     | PLT  | Team Polti               |
| 11-18   | TEL  | Deutsche Telekom         |
| 21-28   | FES  | Team Festina             |
| 31-38   | MAP  | Mapei-Quick Step         |
| 41-48   | AG2  | AG2R Prévoyance          |
| 51-58   | MCJ  | Memory Card-Jack & Jones |
| 61-68   | LOT  | Lotto-Adecco             |
| 71-78   | FAR  | Farm Frites              |
| 81-88   | FDJ  | Française des Jeux       |
| 91-98   | RAB  | Rabobank                 |
| 101-108 | SAE  | Saeco-Valli & Valli      |
| 111-118 | COF  | Cofidis                  |

| N.      | Cod. | Squadra                      |
| ------- | ---- | ---------------------------- |
| 121-128 | LAM  | Lampre-Daikin                |
| 131-138 | USP  | US Postal Service            |
| 141-148 | VIN  | Vini Caldirola-Sidermec      |
| 151-158 | LIQ  | Liquigas-Pata                |
| 161-168 | C.A  | Crédit Agricole              |
| 171-178 | TCL  | Team Cologne                 |
| 181-188 | GST  | Team Gerolsteiner            |
| 191-198 | NUR  | Team Nürnberger Versicherung |
| 201-208 | FAS  | Fassa Bortolo                |
| 211-218 | LMR  | Linda McCartney Racing Team  |
| 221-228 | COA  | Team Coast                   |

## Ordine d'arrivo (Top 10)
| Pos. | Corridore            | Squadra         | Tempo    |
| ---- | -------------------- | --------------- | -------- |
| 1    | Gabriele Missaglia   | Lampre-Daikin   | 6h17'22" |
| 2    | Francesco Casagrande | Vini Caldirola  | s.t.     |
| 3    | Fabio Baldato        | Fassa Bortolo   | a 2"     |
| 4    | Erik Zabel           | Deutsche Tel.   | s.t.     |
| 5    | Thor Hushovd         | Crédit Agricole | s.t.     |
| 6    | Gabriele Balducci    | Fassa Bortolo   | s.t.     |
| 7    | Marco Zanotti        | Liquigas-Pata   | s.t.     |
| 8    | Massimiliano Mori    | Saeco           | s.t.     |
| 9    | Magnus Bäckstedt     | Crédit Agricole | s.t.     |
| 10   | Romāns Vainšteins    | Vini Caldirola  | s.t.     |